# Вечное дерби (Сербия)
Вечное дерби, или Белградское дерби (серб. Вечити дерби; Večiti derbi) — соперничество самых популярных спортивных обществ в Сербии, белградских «Партизана» и «Црвены звезды». Наиболее острый характер соперничество приобрело в футболе. Помимо футбола, характер дерби носят матчи этих двух команд в волейболе, баскетболе и гандболе.
По данным социологического исследования, проведенного в 2007 году в Сербии, 50 % опрошенных поддерживали «Црвену звезду» и 32 % — «Партизан». Эти два клуба также пользуются большой поддержкой в Боснии и Герцеговине (особенно в Республике Сербской) и Черногории. Также группировки болельщиков этих команд существуют практически во всех республиках бывшей Югославии.
Эти матчи всегда привлекают к себе большое внимание сербской общественности. В последние годы качество футбола и общий уровень чемпионата Сербии снизили интерес к этому противостоянию. Помимо этого, очень часто встречи этих двух команд способствуют всплеску футбольного хулиганства и насилия, вызывающему снижение посещаемости дерби. Рекордная посещаемость матча «Црвена звезда» — «Партизан», зафиксированная на белградском стадионе «Райко Митич» — 108 000 зрителей.

## Болельщики

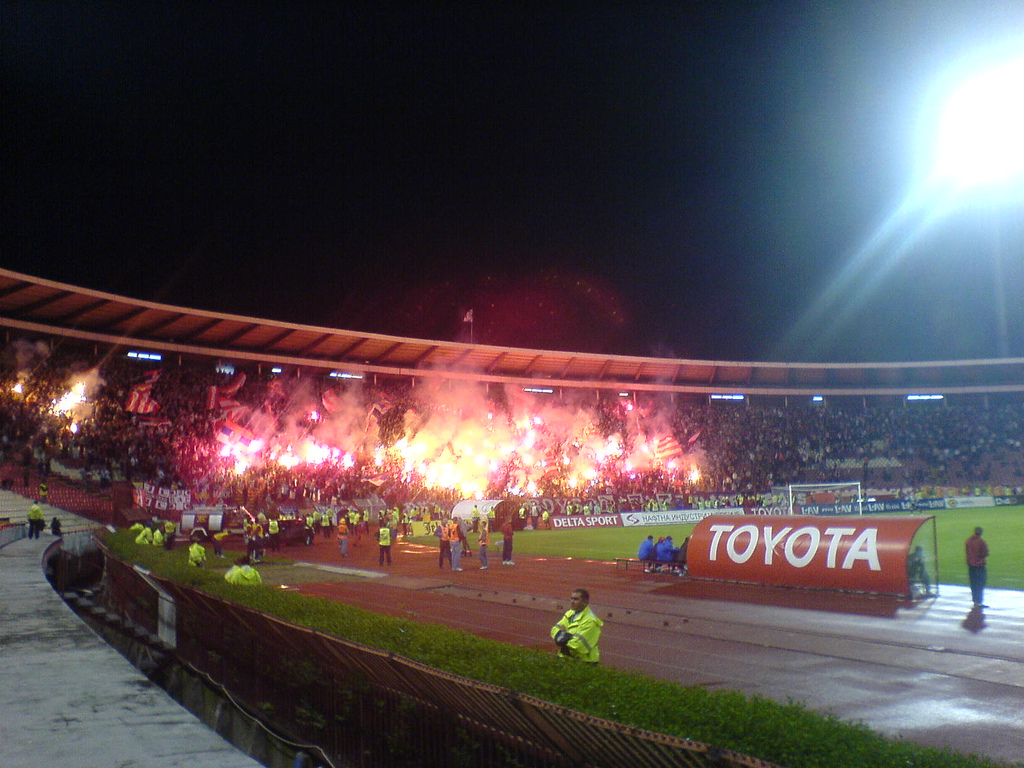
Болельщики «Црвены звезды» во время дерби с «Партизаном». 27 апреля 2007 года.

Для болельщиков обеих команд «Вечное дерби» — одно из самых главных событий сезона. Вследствие этого фанаты всегда активно поддерживают свою команду, готовят красочные перфомансы, баннеры и текстовые сообщения, которые часто адресованы соперникам. Традиционно эти мероприятия проводятся наиболее активными группировками болельщиков обеих команд — «Гро́бари» и «Делиjе».
Группировка фанатов «Партизана» Гробари (в переводе с сербского — «могильщики») была основана в 1970 году. Существуют две версии появления этого названия — сходство черно-белой формы «Партизана» с тогдашней официальной формой могильщиков и происхождение от названия улицы, на которой расположен стадион клуба — Хумска улица (архаичный сербский: хумка — «могила»). Первые организованные группы болельщиков «Партизана» стали посещать игру команды в конце 1950-х годов. Участие «Партизана» в финале Кубка европейских чемпионов в 1966 году привлекло большое количество болельщиков на стадион и стало ключевым моментом в организации активных фанатов на Южной трибуне, где они базируются и по сей день. В 1970-х годах, как и во всей Европе, гробари начали использовать различную атрибутику на стадионе: клубные шарфы, баннеры, барабаны, флаги и пиротехнику (в конце 1970-х), которые вывели стадионную поддержку на новый уровень. К 1980-м «Гробари» стали одной из четырех сильнейших группировок фанатов в Югославии и начали ездить на все гостевые матчи «Партизана» в стране и Европе. Из-за их агрессивного поведения на выездах по отношению к оппонентам фаны, составляющие ядро группировки, часто упоминались как «карательная экспедиция». Они были широко известны из-за приверженности к английскому стилю поддержки, основанному, главным образом, на непрерывном пении.

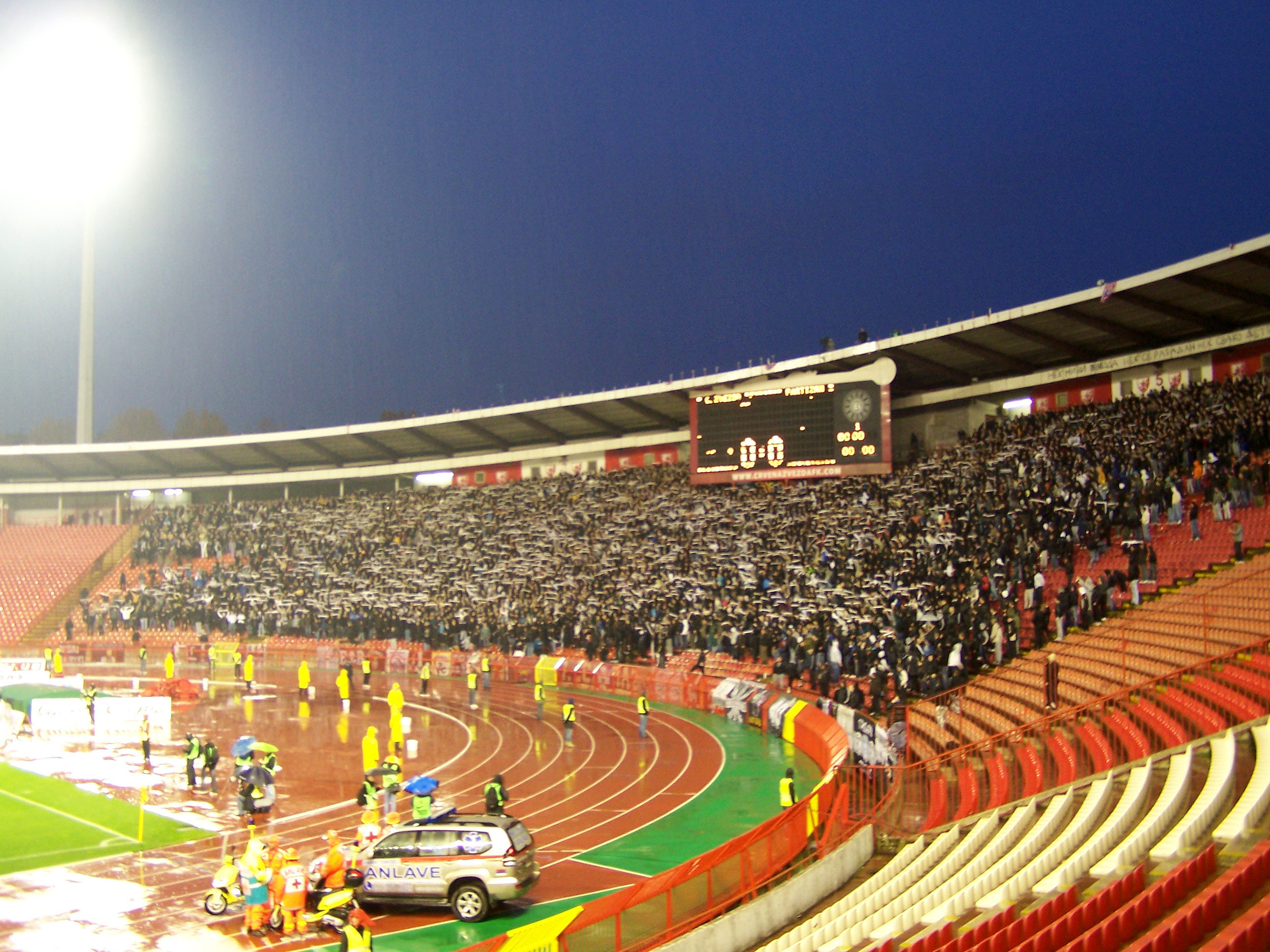
Трибуна болельщиков «Партизана» в матче с «Црвеной звездой». 28 ноября 2009 года.

Группировка поклонников «Црвена звезды» «Делиjе» (в переводе с сербского — «герои») была образована 7 января 1989 года. До этого активной поддержкой команды занимались 7—8 различных фанатских группировок, размещённых на Северной трибуне стадиона команды. Среди них наиболее известными были Red Devils, Zulu Warriors и Ultras. Руководство клуба в знак признательности болельщикам разместило надпись «Делиjе» на Северной трибуне стадиона, где собираются наиболее преданные и активные болельщики «Црвены звезды». Болельщики «Партизана» часто презрительно называют «Делиjе» цыганами. Несмотря на то, что это прозвище считается презрительным, фанаты «Црвены звезды» иногда сами используют его в своих песнях. В настоящее время «Делиjе» состоит из пяти крупных фанатских группировок: Ultras RSB, Ultra Boys, Belgrade Boys, Heroes, Brigate.
Матчи команд практически всегда сопровождаются столкновением противоборствующих группировок друг с другом и с полицией. Во время матчей «Црвены звезды» и «Партизана» Футбольные хулиганы обеих команд часто выясняют отношения между собой, и нередки различные инциденты. Драки между двумя враждующими группировками не обязательно случались именно в день дерби, но могли произойти и в любое другое время.
Так, например, 30 октября 1999 года, во время дерби на стадионе «Партизана», ракетой, выпущенной с сектора болельщиков «Партизана», был убит 17-летний поклонник «Црвены звезды». В 2006 году драка между поклонниками «Звезды» и «Партизана» с применением ножей закончилась смертью одного из участников.

## Соперничество в футболе
Главным футбольным соперничеством довоенной Югославии считался матч между столичными БСК и «Югославией». Однако после войны ситуация в югославском футболе изменилась. «Югославия» была расформирована, БСК несколько раз менял название, а с 1957 года, получив новое название «ОФК», потерял свою силу и место в главном футбольном противостоянии страны. 4 марта 1945 года была сформирована «Црвена звезда» (как клуб «Объединённого союза антифашистской молодежи»), а 4 октября того же года сформирован «Партизан» (как клуб Югославской Народной Армии). Первый матч между командами состоялся 5 января 1947 года и завершился победой «Црвены звезды» — 4:3.
Эти две команды являлись ведущими в Социалистической Югославии, выиграв на двоих 30 национальных титулов (19 — «Црвена звезда» и 11 — «Партизан»). Также острый характер имели матчи «Црвены звезды» и «Партизана» против загребского «Динамо» и сплитского «Хайдука», в основном из-за традиционного сербско-хорватского соперничества. После распада Югославии и после того, как единая лига югославского футбола перестала существовать, дерби «Звезды» и «Партизана» стало крупнейшим противостоянием в чемпионате Сербии и Черногории.
В еврокубках наибольшего успеха добилась «Црвена звезда», которая в 1991 году победила в розыгрыше Кубка европейских чемпионов и стала обладателем Межконтинентального кубка. В 1978 году в розыгрыше Кубка УЕФА «Звезда» стала финалистом, проиграв в решающем матче мёнхенгладбахской «Боруссии». Всего же на счету «красно-белой» команды 25 национальных чемпионских титулов, 24 завоёванных Кубка страны, Кубок Дуная (1958) и Кубок Митропы в 1968 году, а также рекордная победная серия в чемпионате (17 матчей подряд).
Наивысшим достижением «Партизана» в еврокубках стал финал розыгрыша Кубка европейских чемпионов 1966 года. Также клуб дважды принимал участие в групповом раунде обновлённой Лиги чемпионов в сезонах 2003/2004 и 2010/2011. Кроме этого, «Партизан» выиграл 25 национальных чемпионата, 12 раз становился обладателем Кубка страны, Кубка Митропы в 1978 году, и выиграл Суперкубок Югославии в 1989 году.

### Стадионы
Домашней ареной «Партизана» является стадион «Партизана», ранее носивший название «стадион ЮНА». Стадион был открыт в 1949 году. До принятия новых норм по безопасности УЕФА вместимость стадиона составляла 55 000 зрителей, после приведения стадиона к новым требованиям в 1998 году она сократилась до 32 710 зрителей. Болельщики «Партизана» неофициально называют свой стадион «Храм Футбола» (серб. Fudbalski Hram). Поклонники «Црвена звезды» презрительно называют стадион соперников «Тазом» (Lavor).
Домашний стадион «Црвены звезды» носит название «Райко Митич», в честь известного югославского футболиста, в разговорной речи употребляется также название «Маракана» в честь известного бразильского стадиона. Стадион был открыт в 1963 году. В середине 1990-х, чтобы удовлетворить требованиям УЕФА о комфорте и безопасности зрителей, стадион был оборудован только сидячими местами, а их количество сократилось со 100 000 до 51 538. Делиjе также сокращено называют свой стадион Мара, а болельщики «Партизана» презрительно именуют стадион соперника «Дыра» (Rupa).

### Статистика

#### Статистика противостояния
| Соревнование            | Игры | Победы «Црвены звезды» | Ничьи | Победы «Партизана» | Голы «Црвены звезды» | Голы «Партизана» |
| ----------------------- | ---- | ---------------------- | ----- | ------------------ | -------------------- | ---------------- |
| Национальное первенство | 148  | 60                     | 44    | 44                 | 213                  | 180              |
| Национальный кубок      | 35   | 20                     | 4     | 11                 | 57                   | 46               |
| Другие соревнования     | 54   | 25                     | 9     | 20                 | 103                  | 88               |
| Всего                   | 236  | 105                    | 57    | 75                 | 373                  | 314              |

#### пять последних дерби
| Сезон     | Хозяева         | Гости           | Дата            | Результат |
| --------- | --------------- | --------------- | --------------- | --------- |
| 2012/2013 | «Партизан»      | «Црвена звезда» | 18 мая 2013     | 1:0       |
| 2013/2014 | «Црвена звезда» | «Партизан»      | 3 ноября 2013   | 1:0       |
| 2013/2014 | «Партизан»      | «Црвена звезда» | 26 апреля 2014  | 2:1       |
| 2014/2015 | «Партизан»      | «Црвена звезда» | 18 октября 2014 | 1:0       |
| 2014/2015 | «Црвена звезда» | «Партизан»      | 25 апреля 2015  | 0:0       |

#### Домашние/гостевые победы в чемпионате
| Стадион                 | Победы «Црвены звезды» | Ничьи | Победы «Партизана» | Разница мячей |
| ----------------------- | ---------------------- | ----- | ------------------ | ------------- |
| На «Райко Митиче»       | 37                     | 21    | 15                 | 118:80        |
| На стадионе «Партизана» | 23                     | 23    | 29                 | 95:100        |
| Итого                   | 60                     | 44    | 44                 | 213:180       |

### Игроки, игравшие за обе команды
Болельщики команд негативно относятся к футболистам, которые за свою карьеру перешли в стан принципиального соперника. Часто во время матча такие футболисты подвергаются освистыванию. Однако в 2010 году последствия перехода воспитанника «Црвены звезды» Владимира Стойковича в «Партизан» оказались более серьёзными. 28 августа 2010 года Стойкович был арендован «Партизаном» у португальского «Спортинга». После перехода болельщики клуба «Црвена звезда» разместили на своём форуме некролог о Стойковиче, что не понравилось самому футболисту. Перед матчем со сборной Италии 12 октября фанаты «Црвены звезды» напали на Стойковича и нанесли ему достаточно серьёзные повреждения, впоследствии матч был отменён.
Футболисты, игравшие как за «Партизан», так и за «Црвену звезду» в вечном дерби:
- Бела Палфи
- Божидар Дреновац
- Миливое Джурджевич
- Миомир Петрович
- Василие Шиякович
- Антун Рудински
- Радивое Огнянович
- Йован Йезеркич
- Звездан Чебинац
- Велибор Васович
- Милан Бабич
- Милко Джуровски
- Горан Милоевич
- Деян Йоксимович
- Бранко Зебец
- Ранко Борозан
- Далибор Шкорич
- Клео
- Владимир Стойкович

#### Рекордсмены
Бомбардиры в матчах чемпионата «Црвена звезда» — «Партизан»:
| Игрок        | Команда         | Голы |
| ------------ | --------------- | ---- |
| Марко Валок  | «Партизан»      | 13   |
| Бора Костич  | «Црвена звезда» | 9    |
| Драган Джаич | «Црвена звезда» | 9    |

Наибольшее число игр в чемпионате в матчах «Црвена звезда» — «Партизан»:
| Игрок           | Команда         | Игры |
| --------------- | --------------- | ---- |
| Момчило Вукотич | «Партизан»      | 25   |
| Бора Костич     | «Црвена звезда» | 23   |
| Драган Джаич    | «Црвена звезда» | 21   |

## Интересные факты
- Первое дерби, которое транслировало телевидение, было сыграно в 1956 году (37-е по счёту), а первое дерби (50-е) при искусственном освещении было сыграно в 1972 году.
- Самый посещаемый матч «Црвена звезда» — «Партизан» (1:0) состоялся в ноябре 1976 года, когда на трибунах «Мараканы» присутствовало около 100 000 зрителей.
- Первый гол в вечном дерби забил Йован Йезеркич («Црвена звезда»), а лучшим бомбардиром «Партизана» в матчах с «Црвеной звездой» является Степан Бобек.
- Первое дерби, которое завершилось со счётом 0:0, было зафиксировано в октябре 1961 года (29-е по счёту).
- Первая красная карточка в рамках дерби была показана Любише Спаичу («Црвена звезда»).
- В марте 2008 года впервые дерби «Црвена звезда» — «Партизан» прошло без зрителей из-за штрафных санкций «Црвены звезды».
- Голкипер «Црвены звезды» Владимир Дишленкович провёл в дерби пять «сухих матчей» подряд.
- Живорад Йевтич («Црвена звезда») сыграл 10 матчей в рамках вечного дерби и ни разу в этих играх его команда не проиграла.
- В финале Кубка Югославии 1959 года после счёта 2:2 были назначены послематчевые пенальти, в которых голкипер «Партизана» Милутин Шошкич отразил два удара и забил победный для его команды пенальти.
- Два вечных дерби обслуживали иностранные арбитры: в 1957 году — итальянец Ливерани, а в 1958 году — австриец Кайнер.
- Единственный гол в вечном дерби непосредственно с углового провёл Драган Стойкович («Црвена звезда») 6 сентября 1987 года. Ворота «Партизана» в той игре защищал Бранислав Джуканович[11].